# STS-62
STS-62 est la seizième mission de la navette spatiale Columbia. Les charges utiles principales étaient l'USMP-02 (United States Microgravity Payload), expériences en microgravité, et le OAST-2 (Office of Aeronautics and Space Technology), ingénierie et technologie, logés dans la soute de l'orbiteur. La mission de deux semaines a également comporté un certain nombre d'expériences biomédicales portant sur les effets des vols spatiaux de longue durée. Une guitare CF Martin était dans la navette lors de la mission.

## Équipage
- Commandant : John H. Casper (3)  États-Unis
- Pilote : Andrew M. Allen (2)  États-Unis
- Spécialiste de mission : Pierre J. Thuot (3)  États-Unis
- Spécialiste de mission : Charles D. Gemar (3)  États-Unis
- Spécialiste de mission : Marsha S. Ivins (3)  États-Unis

Entre parenthèses le nombre de vols spatiaux par astronaute (y compris la mission STS-62)

## Paramètres de mission

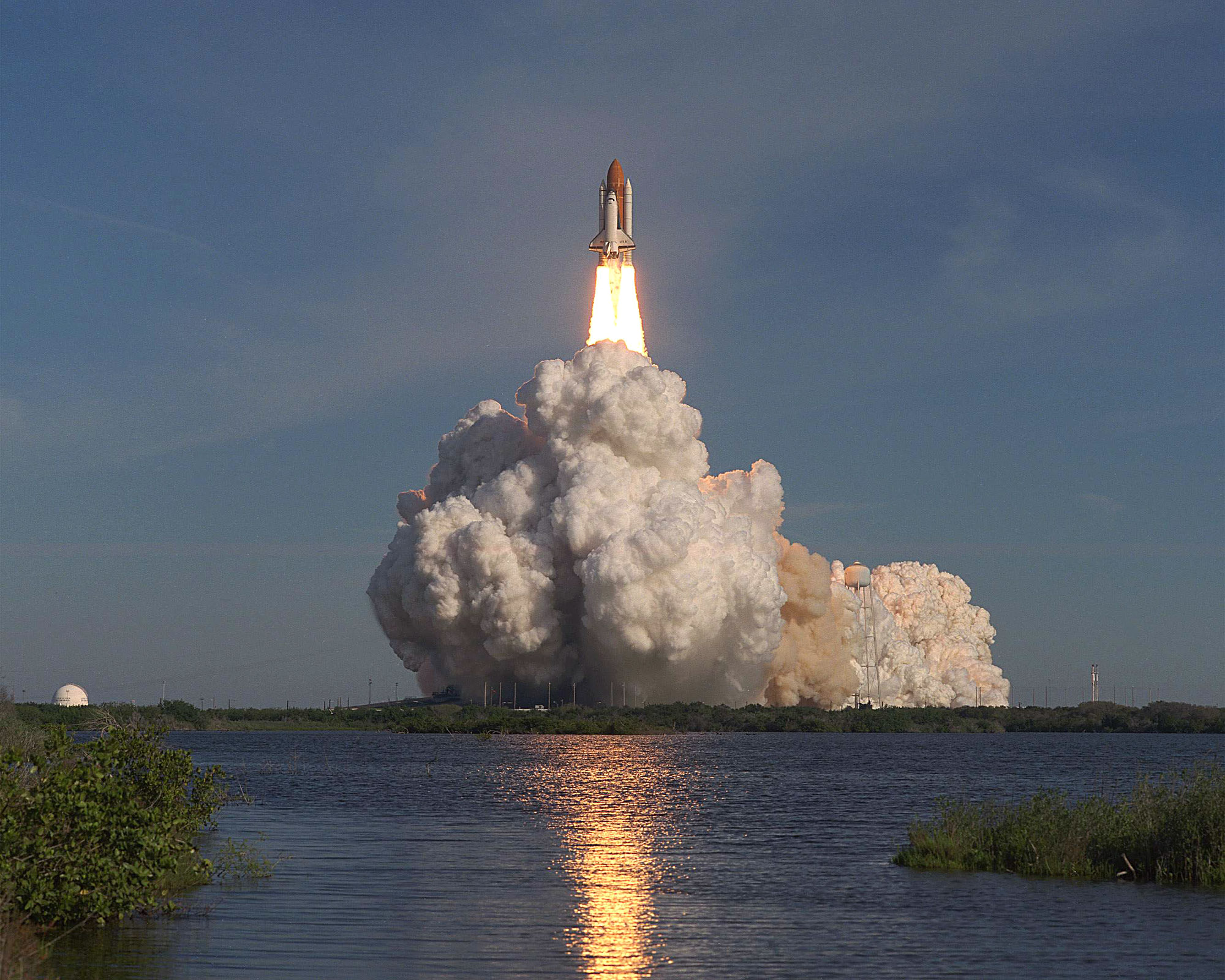
Décollage de Columbia STS-62.

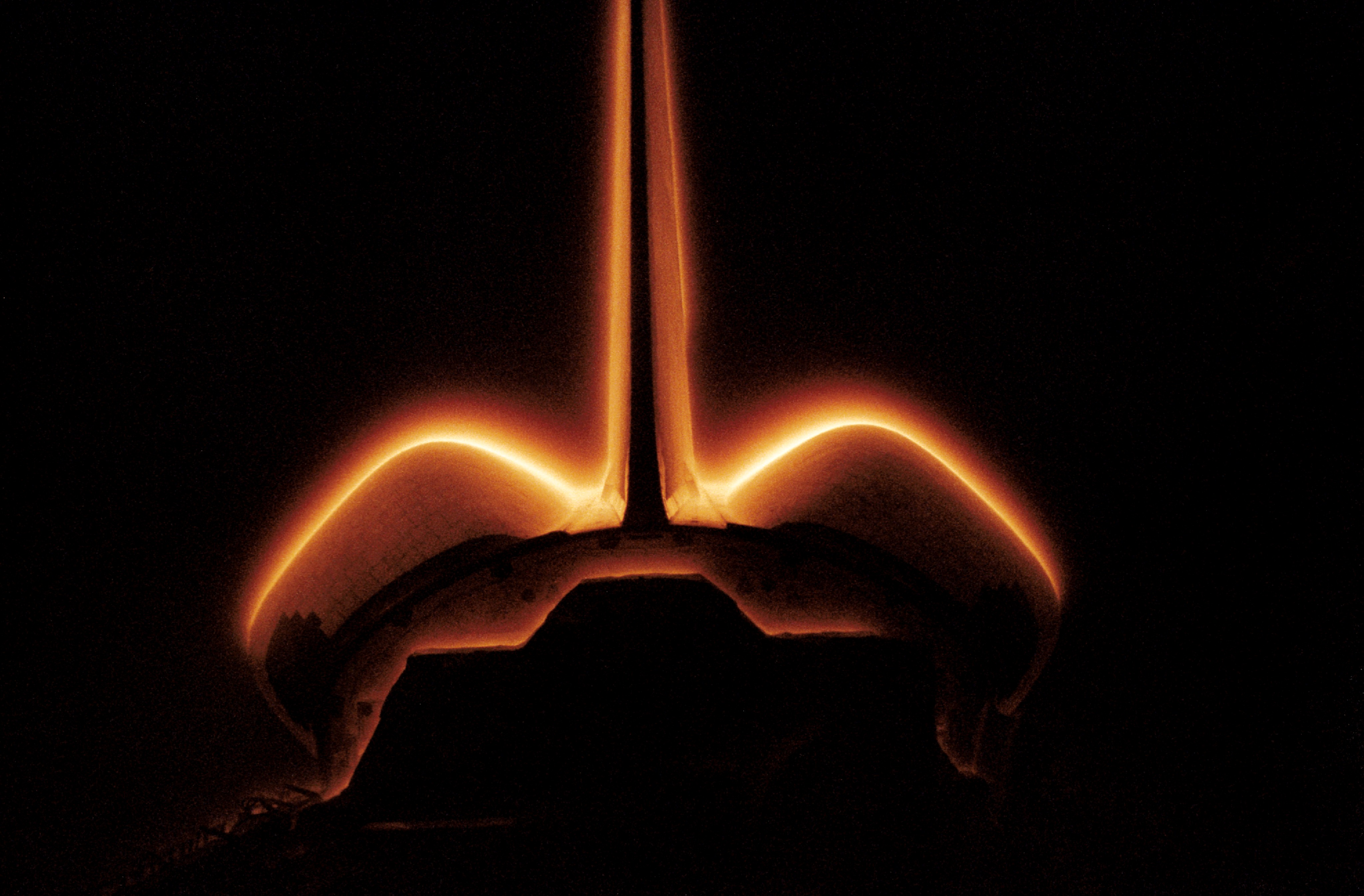
Pénomène de luminescence sur la queue de l'orbiteur.

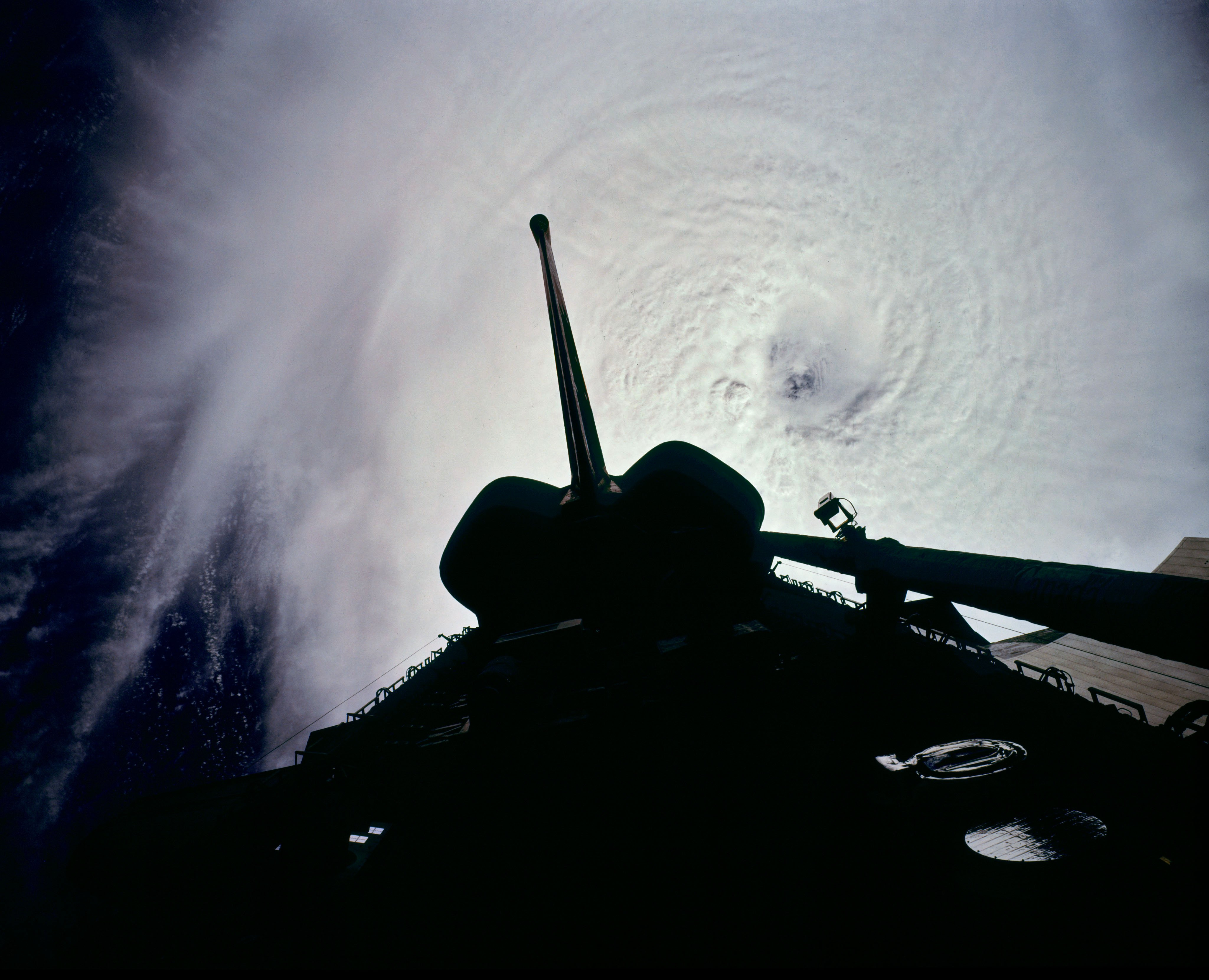
L'orbiteur passe au-dessus du typhon Owen.

- Masse :
  - Poids total : 102 861 kg
  - Charge utile : 8 759 kg
- Périgée : 296 km
- Apogée : 309 km
- Inclinaison : 39.0°
- Période orbitale : 90.4 min